# Прекарий
Прека́рий, устар. прека́рия (лат. precarium нечто данное во временное пользование, от лат. precarius временный, преходящий) — условное земельное держание в эпоху Средневековья, которое крупный земельный собственник передавал в пользование (на несколько лет или пожизненно) безземельному либо малоземельному человеку по его письменной просьбе, за что получатель земли (прекарист) должен был платить оброк, в некоторых случаях — выполнять барщину в пользу собственника. Механизм возникновения крепостного права в Европе.
Прекарий был самым распространённым способом втягивания свободных крестьян в феодальную зависимость. Прекарист, отказавшись от права собственности на землю, превращался в держателя, попадая таким образом в поземельную зависимость. Прекарий получил особенно широкое распространение в VIII—IX вв. Поскольку он представлял собой двустороннюю сделку, то сохранившиеся грамоты, оформлявшие прекарные отношения, назывались либо прекарными (если они были составлены от имени лица, который просит предоставить ему прекарий), либо престарными (если составлялись от имени земельного собственника, передающего прекарий).
Существовало несколько видов прекария:
- данный, при котором собственник земли предоставлял просителю свою землю;
- предоставленный, при котором мелкий собственник земли под давлением обстоятельств (нужда, применение силы со стороны крупного собственника земли) передавал право собственности на свою землю (то есть дарил свою землю) крупному земельному собственнику (чаще церкви), а затем получал эту же землю обратно, но уже в качестве прекария (пожизненно или наследственно на одно-два поколения);
- с вознаграждением, когда крупный земельный собственник добавлял к предоставленному прекарию дополнительный участок земли (чаще из необработанных земель), то есть прекарист получал в пользование не только свою бывшую землю, но и дополнительный участок от верховного собственника. Этот тип прекария был распространён на землях церкви.

В VIII—IX вв. наряду с крестьянами в качестве прекаристов часто выступали мелкие вотчинники. В таком случае прекарий служил для оформления складывавшихся поземельных отношений внутри класса феодалов.